# Aurotjärnarna
Aurotjärnarna är en sjö i Sorsele kommun i Lappland och ingår i Umeälvens huvudavrinningsområde. Sjön har en area på 0,31 kvadratkilometer och ligger 907,2 meter över havet. Aurotjärnarna ligger i Vindelfjällen Natura 2000-område. Sjön avvattnas av vattendraget Tärnaån.

## Delavrinningsområde
Aurotjärnarna ingår i det delavrinningsområde (733696-147271) som SMHI kallar för Ovan 733858-147443. Medelhöjden är 931 meter över havet och ytan är 8,35 kvadratkilometer. Det finns inga avrinningsområden uppströms utan avrinningsområdet är högsta punkten. Tärnaån som avvattnar avrinningsområdet har biflödesordning 2, vilket innebär att vattnet flödar genom totalt 2 vattendrag innan det når havet efter 447 kilometer. Avrinningsområdet består mestadels av kalfjäll (90 procent). Avrinningsområdet har 0,87 kvadratkilometer vattenytor vilket ger det en sjöprocent på 10,4 procent.